# Kuoshu Wushu Federation of Republic of China
La Kuoshu Wushu Federation of Republic of China (KWFROC) è un'organizzazione di arti marziali cinesi al cui interno vengono studiati stili provenienti da Taiwan e definiti Kuoshu cioè Arte Nazionale. 
La prima organizzazione che nasce sull'isola di Formosa è la KFROC (Kuoshu federation of Republic of China, traducibile in Federazione di Kuoshu della Repubblica di Cina, in cinese Pinyin 中華民國國術總會 Zhonghua Minguo Guoshu Zonghui),  un'associazione di scuole di arti marziali cinesi creata su sollecitazione del governo della Cina Nazionalista di Taiwan già nel 1949. Tra i primissimi membri c'erano: Han Qingtang, Zhang Junfeng, Wang Shujin, Wu Dachao, Wu Tipang, Wu Hanzhong, Wang Yannian, Qiao Changhong. L'idea di base è quella di continuare l'esperienza della Zhongyang guoshu guan di Nanchino sull'isola.
Il primissimo nome in Cinese era 中華國術進 修會 Zhonghua Guoshu Jinxiu Hui (Pinyin). In Italia è divenuta celebre perché citata spesso nei libri di Chang Dsu Yao come una delle Associazioni a cui apparteneva.
L'attuale presidente è Yang Ruifeng 楊瑞峰 e la sede è a Taipei in Zhu Lun Jie al numero 20, stanza numero 706 (in cinese 台北市朱崙街20號706室). Questa federazione è strettamente legata alla ICKF e con essa ha organizzato alcuni campionati mondiali. In seguito il nome è divenuto l'odierno KWFROC.
A Taiwan esiste anche la CTMA , cioè Chinese traditional martial arts association, in Cinese "中華台湾國術會" Zhonghua Taiwan Guoshu Hui (Pinyin), che tradotto in Italiano significa: Associazione di Arti Marziali Cinesi di Taiwan. La CTMA è stata fondata il 23 settembre del 1951.